# 森山芳平
森山 芳平（もりやま よしへい、1854年2月27日（嘉永7年1月23日）- 1915年（大正4年）2月27日）は、日本の実業家である。

## 経歴・人物
織物業の家系だった森山嘉右衛門の長男として上野の桐生に生まれる。若くして家業を継ぎ、染色法の改良を志すために医師だった桑原鼎美に師事し化学を学んだ。1878年（明治11年）に前橋医学校が設立されると同時に同学校に入学し、週に1回ほど通学し化学知識の向上に尽力した。またこの頃には農商務省（現在の農林水産省および経済産業省）の技師を招聘し、桐生および足利の染色技術向上のため1886年（明治19年）に化学講習所の設置に携わる。翌1887年（明治20年）にはアメリカ合衆国からジャカード織機を輸入し、機械の改良によって複雑な製品が製織すると同機械を用いた織物の開発に携わった。
この機械を導入した事により、桐生織の改良が証明され海外への輸出が高まり海外で制作された織物製品の輸入防遏に貢献する。また森山が制作した織物は1875年（明治8年）に京都にて開催された大博覧会に出品され、後に地方博覧会（共進会）や海外の博覧会にも出品され多くの賞を受賞した。後に各地の羽二重の創業にも携わり、特に福井での創業の時には各地から指導生を集め、全盛期には約15人ほどが寄宿していたとされている。また後にこれらの博覧会の審査員および評議員も務め、晩年は郡会や町会議員や同業組合の組長も務めた。